# ESME Sudria
L'École Spéciale de Mécanique et d'Électricité o ESME Sudria, és una Grande école d'enginyeria privada situada a Lilla, Lió, París i Ivry-sur-Seine (França) que va ser fundada el 1905.
Va ser creada pel perpinyanenc Joachim Sudria, un politècnic que a París es dedicava a l'ensenyament privat. Vista l'anomenada que aconseguia entre els alumnes que, amb èxit, preparava per accedir a alguna de les Grandes écoles (com la prestigiosa SUPELEC), el 1905 va decidir fundar a París l'École Spéciale de Mécanique et d'Electricité. Aquesta va passar de ser una escola preparatòria a oferir uns estudis propis d'enginyeria de dos anys de durada, reconeguts per l'Estat francès el 1922; la carrera s'allargà a tres anys el 1936, a quatre el 1963 i a cinc el 1965. Als estudis inicials de mecànica i electricitat, s'hi afegí el 1966 la informàtica; a partir dels 1990 s'incorporaren a l'Escola estudis de telecomunicacions, electrònica, enginyeria de l'energia i el medi ambient... Al llarg del segle XX, l'ESME tingué únicament tres directors: Sudria (1905-1950), el seu gendre Pierre Doceul (1950-1983), i el seu net Jean Doceul (1980-2003).
Té diverses branques d'estudis: l'enginyeria elèctrica; l'enginyeria electrònica i de telecomunicacions; i l'enginyeria informàtica.

## Alumnes destacats
- Marie-Louise Paris (1889-1969), fundadora el 1925 de l'"Institut électromécanique féminin", actualment "EPF - École d'ingénieur-e-s"
- Georges-Henri Pingusson (1894-1978), arquitecte i urbanista
- Yvon Coudé du Foresto (1897-1980), enginyer, senador i ministre d'economia
- Philibert Besson (1898-1941), alcalde i diputat
- Jean Ferré (1929-2006), periodista i empresari de ràdio